# Josefina Leroux
Josefina Leroux nascida Anne-Joseph Leroux (Cambrai, 23 de Janeiro de 1747 - Valenciennes, 23 de Outubro de 1794) foi uma clarissa beatificada por ter sido martirizada pelos jacobinos.

## Biografia
A 10 de Maio de 1779 abandonou a casa paterna e foi recebida no mosteiro de Santa Clara de Valenciennes. No ano seguinte pronunciou os votos. 
Sua irmã Maria Escolástica, ao mesmo tempo, ingressou nas religiosas ursulinas da mesma cidade. 
Vivia em paz silenciosa do claustro, porém foi "sol de pouca dura" e bem cedo surge a [{laicista]] Revolução Francesa perseguindo tudo que era cristão.
Em 1791 as monjas clarissas foram expulsas de seu mosteiro e Josefina foi hospedada por seus parentes em Cambrai. As irmãs ursulinas com o desejo ardente de continuar sua vida religiosa, atravessaram a fronteira e se uniram à religiosas de Mons. 
Este exílio durou de 17 de Setembro de 1792 a 1 de Novembro de 1793, quando as freiras ursulinas puderam regressar a seu convento ela vendo que não lhe era possível regressar ao seu, desejosa de voltar à vida de comunidade, pediu para ser acolhida entre elas tal como aconteceu.
Simplesmente a cidade francesa caiu novamente nas mãos dos revolucionários aprisionando-as e mesmo sem qualquer tipo de defesa condenaram-nas à morte pela guilhotina.
A 23 de outubro de 1794, subiram ao patíbulo ela, sua irmã e dez outras ursulinas para as mãos dos verdugos que accionaram o seu instrumento mortal predilecto.
A sua beatificação aconteceu no dia 13 de Junho de 1920, onde o Papa Bento XV a incluiu no grupo dos Mártires de Valenciennes.